# Ouadane
Ouadane (arabisk: وادان ) er en by i den nordvestlige del af Mauretanien. Byen ligger på Adrarplateauet nordøst for Chinguetti.
Den blev grundlagt i 1147 af berbere, og blev udgangspunkt for karavaner som krydsede Sahara i Trans-Sahara-handelen. Byen blev okkuperet af portugiserne i 1487, og de anlagde en handelsstation her. Fra 1500-tallet forfaldt byen imidlertid. Den gamle bykerne består i dag for en stor del af ruiner, mens et mindre, moderne bysamfund findes udenfor de gamle bymure. Byen har ca. 3.700 indbyggere (2000).
Byen kom i 1996 på UNESCOs verdensarvliste, sammen med byerne Chinguetti, Tichitt og Oualata, som alle har tilsvarende ksar-byanlæg. En ksar (flertal ksour) er et landsby- eller bysamfund bestående af sammenbyggede murede huse. Sådanne byanlæg er almindelige i dele af Nordafrika, særlig syd for Atlasbjergene. UNESCO lagde vægt på byernes velbevarede middelalder-byplan, på deres rolle for karavanefarten og nomadekulturen i Sahara, og deres rolle som centre for islamisk kultur og lærdom.

## Eksterne kilder og henvisninger
- bilder

- Wikimedia Commons har flere filer relateret til Ouadane